# Émile Michel
Pour les articles homonymes, voir Michel.
François Émile Michel né le 19 juillet 1828 à Metz et mort le 23 mai 1909 à Paris est un peintre et critique d'art français.
Il est surtout connu pour ses travaux sur l'art flamand et hollandais.

## Biographie
Émile Michel naît à Metz, en Lorraine, le 19 juillet 1828. Il fait des études au collège de Metz, avant de suivre des cours de dessin avec Auguste Migette, dans la mouvance de l'École de Metz. En 1845, il fait une excursion sur les bords du Rhin avec son école. 
De 1845 à 1858, François Émile Michel suit la préparation de l’École polytechnique. Il revient à Metz en 1848 pour se consacrer à son art. En 1852, il fait un séjour à la Villa Médicis, où il rencontre les peintres Paul Baudry et Paul-Alfred de Curzon. Il expose au Salon de peinture et de sculpture à partir de 1853 y participant régulièrement jusqu'en 1908. Il écrit sur les artistes de l'École de Metz, et notamment sur Aimé de Lemud en 1865. Il se lie d'amitié avec Auguste Allongé
Après le traité de Francfort annexant sa ville natale à l'Empire allemand, Émile Michel s'installe à Nancy, où il mène une carrière de peintre et de critique artistique. En 1880, il s'installe à Paris, collaborant avec plusieurs périodiques spécialisés, comme la Revue des deux Mondes, L’Art ou la Gazette des Beaux-Arts. Il est élu membre de l'Académie des Beaux-arts en 1892.
Émile Michel meurt à Paris le 24 mai 1909.

## Œuvres

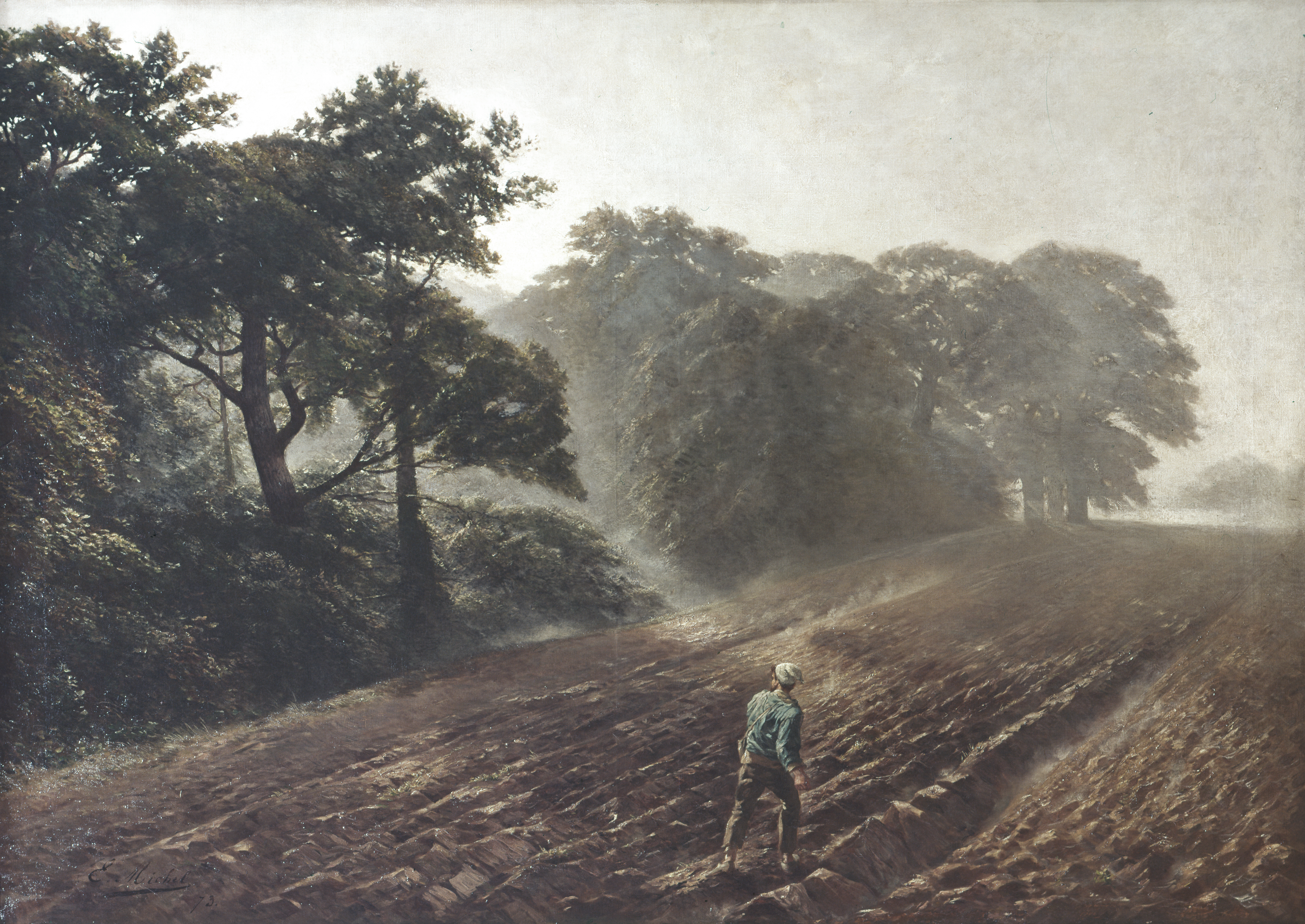
Semailles d'automne, 1873, collection du musée d'Orsay, dépôt au musée des Beaux-Arts de Chartres.

### Peinture
- Bords de la Couse à Saillan, musée de Soissons[4] ;
- Dans la lande, palais des Beaux-Arts de Lille[4] ;
- Le Torrent de Cerveyrieux dans l'Ain, Compiègne, musée Antoine-Vivenel[4] ;
- Semailles d'automne, 1873, Paris, collection du musée d'Orsay, déposé depuis 1985 au musée des Beaux-Arts de Chartres[5],[6].

### Publications
- La Forêt de Fontainebleau dans la nature, dans l’histoire, dans la littérature et dans l’art, Paris, Renouard, 1909.
- Les Maîtres du paysage, Paris, Hachette, 1906.
- Essais sur l’histoire de l’art, Paris, Société d’édition artistique, 1900.
- Rubens, sa vie, son œuvre et son temps, Paris, Hachette, 1900.
- Rembrandt. Sa vie, son œuvre et son temps, Paris, Hachette, 1893.
- Jacob van Ruysdael et les Paysagistes de l’École de Harlem, Paris, Librairie de l’art, 1892.
- Les Brueghel, Paris, Librairie de l’art, 1892
- Hobbéma et les Paysagistes de son temps en Hollande, Paris, Librairie de l’art, 1890.
- Le Musée de Cologne, Paris, J. Rouam, 1884.
- Étude historique et critique sur le musée de peinture de la ville de Metz, Metz, Blanc, 1868.
- Diego Velázquez. Physionomie d'un génie, Paris, Pocket, 2015.